# Bombardier Recreational Products
Bombardier Recreational Products (BRP) är ett kanadensiskt företag som tillverkar motorfordon för terrängkörning, huvudsakligen snöskotrar, bland annat under märkena Lynx och Ski-Doo. Även motorcykelmärket Can-Am, Evinrude utombordsmotorer och motortillverkaren Rotax ägs av BRP. BRP tillverkar även vattenskotrar i form av märket Sea-Doo.
Företaget Bombardier grundades 1942 av Joseph-Armand Bombardier, som räknas som snöskoterns uppfinnare. Företaget byggde från början snöskotrar och andra snögående fordon. Med åren utvecklades det till ett företag med bred verksamhet även inom järnvägs- och flygplanstillverkning, men 2003 knoppades det nuvarande Bombardier Recreational Products av och är alltså inte längre en del av Bombardier-koncernen.